# Падрия
Радрѝя (на италиански и на сардински: Padria) е село и община в Южна Италия, провинция Сасари, автономен регион и остров Сардиния. Разположено е на 310 m надморска височина. Населението на общината е 710 души (към 2010 г.).